# Phreatia matthewsii
Phreatia matthewsii är en orkidéart som beskrevs av Heinrich Gustav Reichenbach. Phreatia matthewsii ingår i släktet Phreatia och familjen orkidéer. Inga underarter finns listade i Catalogue of Life.